# Storyteller Tour: Stories in the Round
Lo Storyteller Tour: Stories in the Round è stato il quinto tour mondiale della cantante statunitense Carrie Underwood, a supporto del suo quinto album in studio Storyteller (2015).

## Scaletta
1. Renegade Runaway
2. Last Name/Somethin' Bad
3. Undo It
4. Good Girl
5. Church Bells
6. Cowboy Casanova
7. Heartbeat
8. Jesus, Take the Wheel
9. Wasted
10. Blown Away
11. Two Black Cadillacs
12. Dirty Laundry
13. Choctaw County Affair
14. I Will Always Love You
15. What I Never Knew I Always Wanted
16. Fishin' in the Dark (con Easton Corbin e i The Swon Brothers)
17. Clock Don't Stop
18. All-American Girl
19. Little Toy Guns
20. Before He Cheats
21. Smoke Break
22. Something in the Water